# Tefra

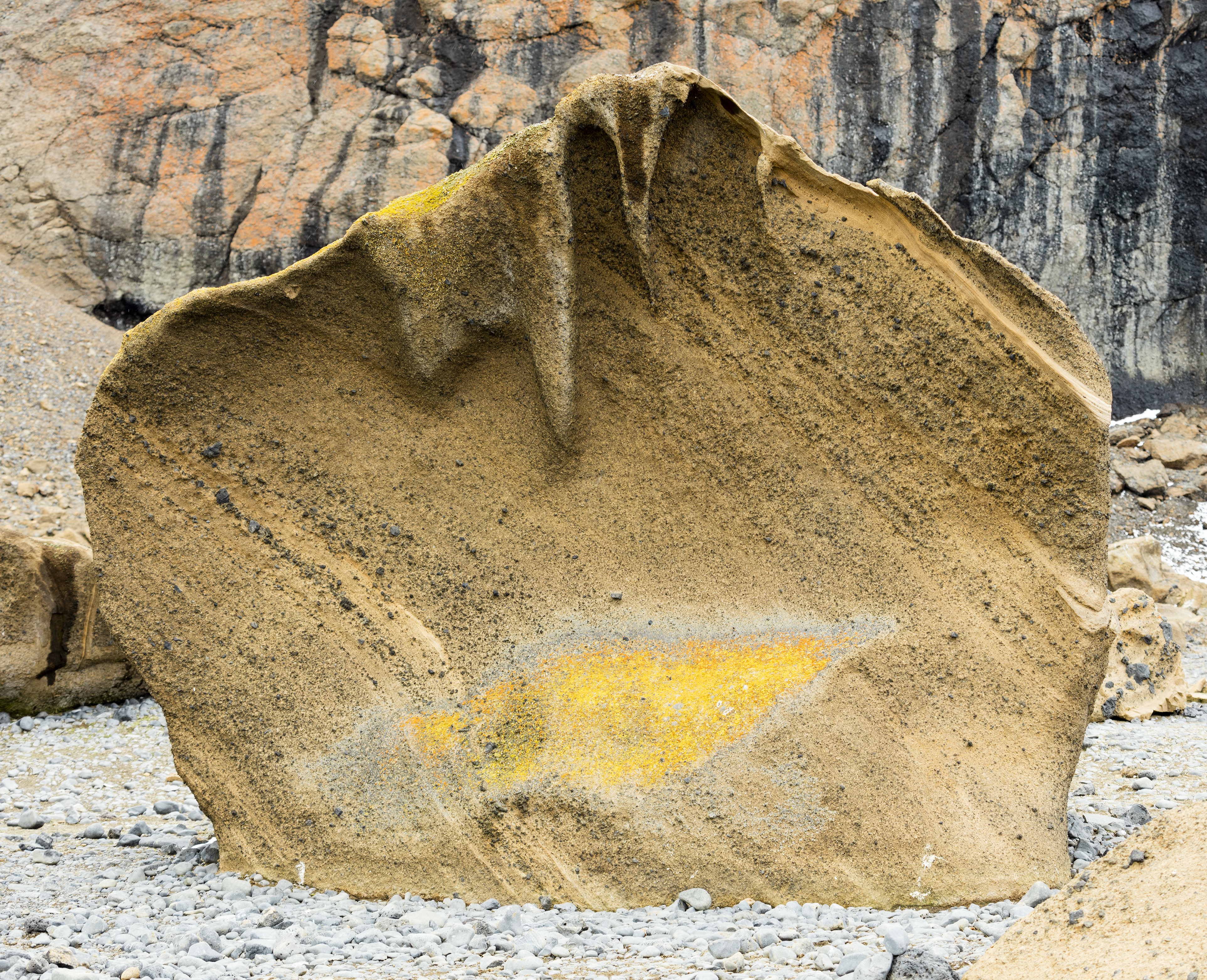
Tefra z półwyspu Tabarin na Antarktydzie

Tefra – utwór złożony z materiału piroklastycznego, będącego produktem erupcji wulkanicznej. Jest to zbiorcze określenie piroklastycznych utworów zlityfikowanych, czyli skał piroklastycznych, jak i niezlityfikowanych. 
Tefra może składać się z samego popiołu wulkanicznego, jak też zawierać domieszki grubszych frakcji piroklastycznych: piasku wulkanicznego, lapilli, a nawet bomb wulkanicznych.
Tefry budują stratowulkany, gdzie tworzą warstwy naprzemianlegle z zastygniętymi potokami lawy, a także wulkany eksplozywne. 
Grube warstwy tefry tworzą się w bezpośrednim sąsiedztwie wulkanu macierzystego i na jego stokach, ale cieńsza warstwa tefry ma duży zasięg i może rozciągać się nawet na odległość ponad 700 km od wulkanu. W przypadku erupcji wulkanu św. Heleny z dnia 18 maja 1980 roku warstwa tefry związanej z tą erupcją miała 5 cm grubości w odległości ponad 300 km od samego wulkanu. Zasięg występowania warstwy tefry związanej z daną erupcją wulkanu zależy od siły i kierunku wiatru, jaki wiał w trakcie erupcji. 
Poszczególne warstwy tefry danego wulkanu różnią się składem mineralnym i chemicznym, a jednocześnie mają duży zasięg geograficzny i powstały w krótkim okresie. Dlatego są bardzo użyteczne w datowaniu osadów, w obrębie których występują. Metoda wykorzystująca tefry do określania wieku skał osadowych nazywana jest tefrochronologią. Analiza izopachyt grubości (mapy izopachytowej) warstwy tefry pochodzącej z dawnej erupcji pozwala określić przeważający kierunek wiatrów w czasie tej erupcji.    